# آرچار (رودخانه)
آرچار (انگلیسی: Archar) رودی در کشور بلغارستان است. این رودخانه پس از طی مسافت ۵۹٫۲ کیلومتر (۳۶٫۸ مایل) به می‌ریزد.

## مشخصات
طول این رودخانه ۵۹٫۲ کیلومتر (۳۶٫۸ مایل) است.

## موقعیت
آرچار در کشور بلغارستان قرار داشته و از عبور می‌کند.